# Lobatus raninus

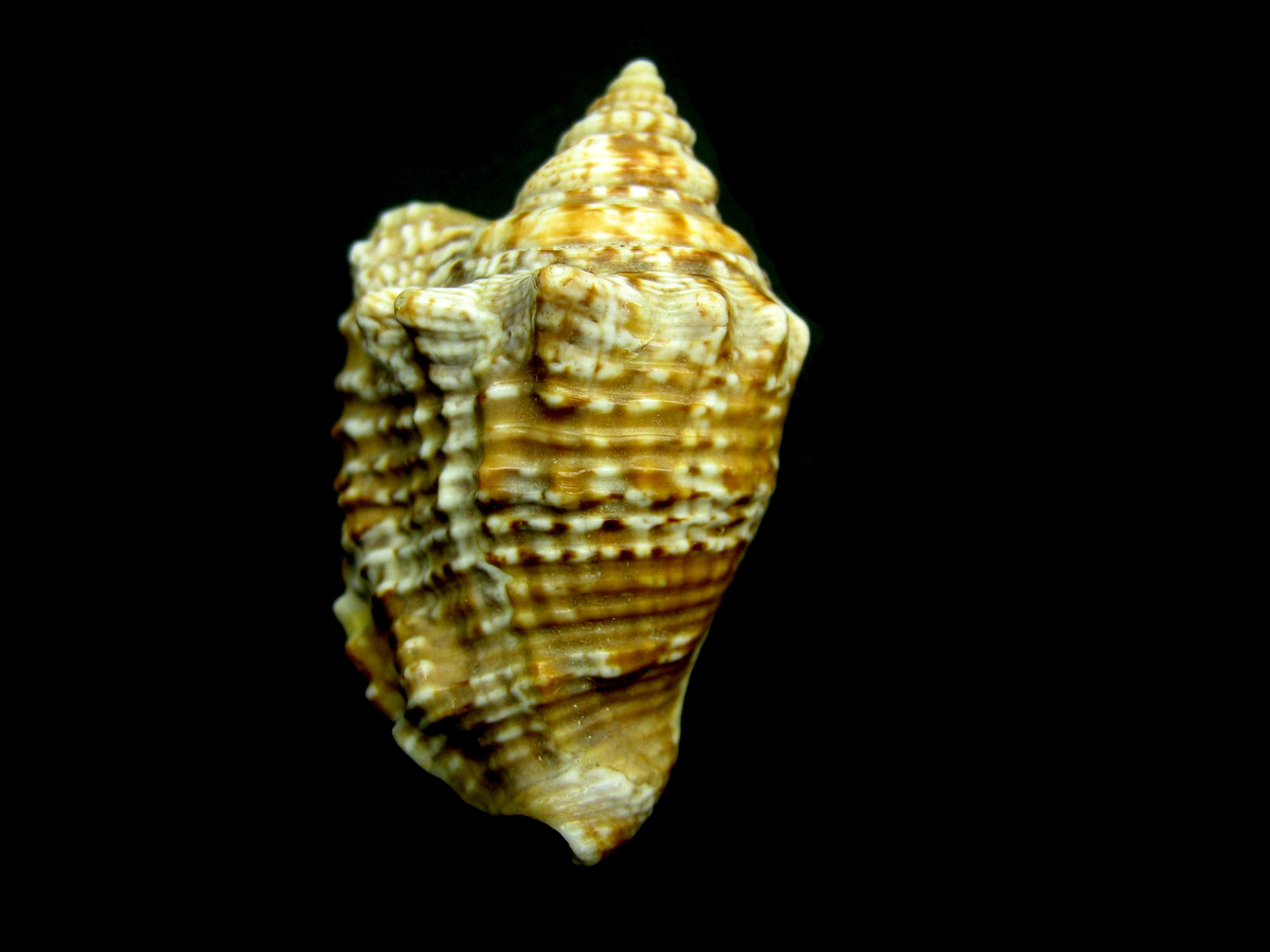
vỏ ốc Lobatus raninus.

Lobatus raninus là một loài ốc biển từ cỡ vừa đến cỡ lớn, là động vật thân mềm chân bụng sống ở biển trong họ Strombidae, họ ốc nhảy.

## Hình ảnh

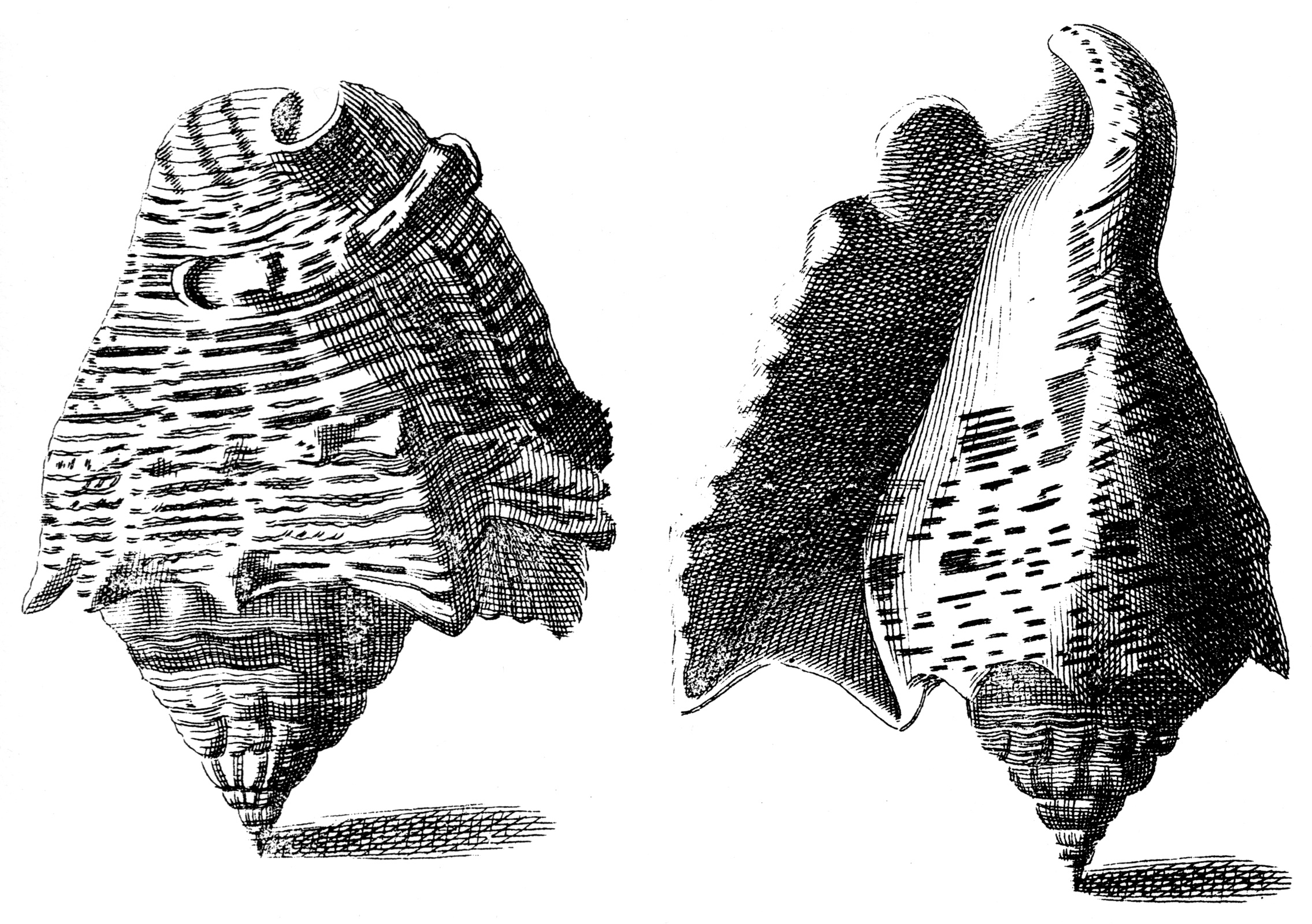